# هوتیزه‌سوسمار
هوتیزه‌سوسمار (نام علمی: Euscolosuchus) نام یک سرده از رده خزندگان است.